# Magento
Magento là một nền tảng thương mại điện tử mã nguồn mở được viết bằng PHP. Nó sử dụng các framework PHP khác như Laminas và Symfony. Mã nguồn Magento được phân phối theo Bản quyền Phần mềm Mở (OSL) v3.0. Magento được mua bởi Adobe Inc vào tháng 5/2018 với giá 1,68 tỷ USD. 
Phần mềm ban đầu được phát triển bởi Varien Inc., một công ty tư nhân của Hoa Kỳ có trụ sở chính tại thành phố Culver, California, với sự hỗ trợ từ các tình nguyện viên.
Có hơn 100.000 cửa hàng trực tuyến được tạo ra dựa trên nền tảng này. Magento đã được tải xuống hơn 2,5 triệu lần, và lượng hàng hóa trị giá 155 tỷ USD đã được bán thông qua các hệ thống dựa trên Magento trong năm 2019. Trước đó hai năm, Magento chiếm khoảng 30% tổng thị phần.
Varien phát hành phiên bản tổng quát khả dụng đầu tiên của phần mềm vào ngày 31/08/2008. Roy Rubin, cựu CEO của Varien, sau đó bán một phần của công ty cho eBay, tập đoàn này đã hoàn tất việc mua lại toàn bộ công ty rồi bán cho Permira; sau đó Permira lại bán cho Adobe.
Ngày 17/11/2015, Magento 2.0 được phát hành. Các tính năng được thay đổi trong V2: 
- giảm vấn đề khóa bảng
- cải thiện bộ đệm trang
- khả năng mở rộng cấp doanh nghiệp
- các đoạn mã chi tiết dựng sẵn cho dữ liệu có cấu trúc
- cấu trúc tập tin mới dễ tùy biến hơn
- xử lý CSS dùng LESS và bộ phân giải CSS URL
- cải thiện hiệu suất
- một nền tảng mã nguồn có cấu trúc tốt hơn.

Magento sử dụng Cơ sở Dữ liệu Quan hệ MySQL hoặc MariaDB, ngôn ngữ lập trình PHP, và các thành phần của Zend Framework. Nó áp dụng các quy ước của lập trình hướng đối tượng và cấu trúc Model-View-Controller. Magento cũng sử dụng mô hình entity–attribute–value để lưu trữ dữ liệu, và từ phiên bản 2.4 nó yêu cầu Elasticsearch cho tìm kiếm danh mục. Trên hết cả, Magento 2 đã giới thiệu mô hình kiến trúc Model-View-ViewModel trên giao diện người dùng bằng cách sử dụng thư viện JavaScript Knockout.js.

## Lịch sử
Magento chính thức bắt đầu phát triển vào đầu năm 2007. Bảy tháng sau, vào ngày 31/8/2007, phiên bản beta công khai đầu tiên được phát hành.
Varien, công ty sở hữu Magento, trước đây đã làm việc với mã nguồn mở osCommerce. Lúc đầu, Varien dự kiến phát triển một nhánh mới của osCommerce (một dạng phát triển như nhánh ZenCart) nhưng sau đó quyết định viết lại hoàn toàn với tên Magento.
Trong những năm đầu tồn tại, nền tảng này đã thắng "Giải thưởng Phần mềm Nguồn mở"  và "Giải thưởng Sự lựa chọn của cộng đồng SourceForge"  nhiều lần.
Tháng 2/2011, eBay tuyên bố đã đầu tư vào Magento trong năm 2010, giá trị quyền sở hữu 49% cổ phần của công ty.
Tháng 6/2011, eBay tuyên bố sẽ mua hết cổ phần còn lại của Magento,  và Magento sẽ tham gia sáng kiến mới X.Commerce của eBay.
Giám đốc điều hành kiêm đồng sáng lập của Magento, Roy Rubin đã viết trên blog của Magento nói rằng "Magento sẽ tiếp tục được điều hành từ Los Angeles, với Yoav Kutner và tôi là các nhà lãnh đạo".
Yoav Kutner rời Magento trong tháng 4/2012, viện cớ là tầm nhìn cho Magento đã thay đổi kể từ thời điểm được mua lại do sự thay đổi nhân sự cấp cao.
Là kết quả của sự tan rã của eBay sau công kích của Carl Icahn, Magento được tách ra thành một công ty độc lập với chủ mới là Quỹ tư nhân Permira vào ngày 3/11/2015.
Tháng 5/2018, Magento được tuyên bố được mua lại bởi Adobe với giá 1,68 tỷ USD để tích hợp vào Adobe Experience Cloud - nền tảng CMS doanh nghiệp của Adobe.

## Tổng quan
Magento cung cấp 2 phiên bản riêng biệt: Magento Open Source (tên cũ là Magento Community Edition - phiên bản cộng đồng) và Magento Commerce (phiên bản doanh nghiệp); Magento Commerce lại chia làm 2 phiên bản: on-premises (tên cũ là Magento Enterprise Edition, bản cho máy chủ tại-chỗ) và platform-as-a-service (tên cũ là Magento Enterprise Cloud Edition, bản cho máy chủ đám-mây). Ngoài ra còn có 2 phiên bản cũ khác đã ngừng hoạt động là Magento Professional Edition và Magento Go.

### Magento Open Source
Magento Open Source, trước đây là Magento Community Edition, là một nền tảng Thương mại điện tử Mã nguồn mở. Nhà phát triển có thể bổ sung các tệp lõi và mở rộng chức năng bằng cách thêm các module cắm-chạy cung cấp bởi các nhà phát triển khác. Từ phiên bản beta đầu tiên phát hành năm 2007, Magento Open Source đã được phát triển và tùy biến để cung cấp một nền tảng Thương mại điện tử với các chức năng cơ bản.  
Phiên bản hiện hành  và các phiên bản cũ của Magento Open Source các nhánh 1.X và 2.X có sẵn trên website Magento Commerce, Inc ở dạng tập tin tải xuống duy nhất. Việc phát triển nhánh phiên bản 2.X của Magento Open Source được điều phối công khai trên GitHub. Magento 1.9.4, phiên bản cuối cùng được phát hành của Magento 1.X, đã hết-hạn-hỗ-trợ vào ngày 30/06/2020. 
Phiên bản mới nhất được hỗ trợ tích cực của Magento Open Source gồm 2.3.7-p1, 2.4.2-p2 and 2.4.3.
Magento sẽ vẫn là Nguồn mở sau khi Adobe mua lại.

### Magento Commerce
Phát hành ngày 11/04/2016, Magento Commerce là một nền tảng-như-một-dịch vụ Thương mại điện tử.
Magento 2 có nhiều tính năng được cải thiện và tính năng mới, các công cụ phát triển, và cấu trúc của nó hoàn toàn khác với tất cả các phiên bản trước. Magento 2 được công bố vào năm 2010, lên kế hoạch phát hành năm 2011, và phiên bản thương mại dùng thử được phát hành vào tháng 7/2015. Kể từ đó Magento 1 và Magento 2 song song tồn tại.
Magento phục vụ ba cấp độ doanh nghiệp: cỡ nhỏ, tầm trung, và xí nghiệp.

### Magento Commerce (On-Premises)
Magento Commerce (On-Premises), trước đây là "Magento Enterprise Edition" được phát triển từ Magento Open Source và dùng chung các tập tin cốt lõi. Không giống như bản Open Source, bản Commerce không miễn phí, nhưng có nhiều tính năng và chức năng hơn. Phiên bản này được thiết kế cho các doanh nghiệp lớn có yêu cầu hỗ trợ kỹ thuật về cài đặt, sử dụng, cấu hình và gỡ lỗi.

## Các phiên bản
Magento hiện phát hành 3 phiên bản khác nhau dùng cho các đối tượng khách hàng bao gồm:
Magento Comunity Edition – Phiên bản Magento hoàn toàn miễn phí
Magento Go – Phiên bản Magento có trả phí hàng tháng, chủ yếu bao gồm dịch vụ Hosting cho website của người sử dụng (Magento đã chính thức dừng cung cấp dịch vụ Magento Go vào tháng 2/2015)
Magento Enterprise – Phiên bản Magento chuyên nghiệp tích hợp các tính năng mạnh mẽ nhất cho các website "khủng" của các Shop bán hàng lớn.
Xem thêm bảng so sánh tính năng tại website magento
Magento từ các phiên bản mới gần đây hỗ trợ cài đặt khá đơn giản. Magento thường phát hành 2 phiên bản cài đặt khác nhau là Full Release và Downloader. Phiên bản Downloader là phiên bản giản lược, mà trong quá trình cài đặt, chương trình sẽ tự kết nối với kho dữ liệu của Magento để download các tính năng chính của Magento.
Magento 2 có nhiều tính năng mới và cải tiến, công cụ phát triển  và các cấu trúc của nó là khá khác với các phiên bản trước đó. Magento 2 đã được công bố vào năm 2010

## Magento Connect
Magento Connect là cách đặt tên của Magento cho kho ứng dụng mở rộng của mình.
Trong các phiên bản trước (<1.5) Magento đặt tên phiên bản Magento Connect là 1.0. Với các ứng dụng phát hành trên chuẩn này, việc cài đặt thêm ứng dụng khá phức tạp, và hay gặp nhiều lỗi.
Sau khi Magento Connect nâng cấp lên phiên bản 2.0 gọi là Magento Marketplace, việc cài đặt thêm các phần tiện ích mở rộng (extensions) trở lên dễ dàng hơn rất nhiều.
Quản trị viên website Magento thường ưa chuộng phương thức cài đặt thông qua giao thức SSH. Cho phép việc cài đặt nhanh chóng và ổn định hơn so với sử dụng trực tiếp Dashboard Admin panel.
Hiện tại, đã có hàng nghìn Extension được đăng tải lên Magento Marketplace như One Step Checkout, Magento POS, Magento Store Pickup, Magento Mega Menu, Magento Gift Wrap, Magento SEO, Magento Reward Points, Magento Store Locator, Reward Points Plus, Magento One Page Checkout... Các trang bán hàng sử dụng mã nguồn mở Magento sẽ được tăng thêm rất nhiều tính năng mạnh mẽ với giao diện đẹp khi sử dụng các tiện ích mở rộng.
Với sự ra đời của Magento 2, cùng với việc quản lý tốt hơn kho ứng dụng mở rộng của mình, từ đầu năm 2016 đến nay, Magento đã quảng bá kho ứng dụng mới của mình tên là Magento Marketplace. Các ứng dụng dành cho nền tảng mới Magento 2 sẽ được bán chính thức ở trang web này, còn những ứng dụng Magento sẽ được nhóm Magento thực hiện việc chuyển dần từ Magento Connect sang trong năm 2017.

## Hội thảo Magento Imagine
"Imagine eCommerce" là hội thảo thường niên được tổ chức từ năm 2011. Hội thảo đầu tiên diễn ra vào tháng 2 năm 2011, tại Lós Angeles với sự tham gia của hơn 600 đại lý, đối tác. Mục đích chính của Imagine Ecomerce là tạo cơ hội giao lưu, gặp gỡ và chia sẻ các ý tưởng kinh doanh, phát triển thương mại điện tử.

## Hội thảo Meet Magento Vietnam
Meet Magento Vietnam là hội thảo thường niên được tổ chức từ năm 2015 (Hội thảo Meet Magento đầu tiên được tổ chức tại châu Á) tại Thành phố Hồ Chí Minh đã thu hút hơn 500 đại lý, đối tác dưới sự tài trợ của Dotmailer, Emarsys, Ontapgroup, Magestore].

## Chứng chỉ Magento
Có 4 chứng chỉ về Magento. Ba trong số đó thể hiện khả năng của người phát triển phần mềm trong việc thực thi các mô đun, cái còn lại (Certified Solution Specialist) thì nhắm đến các người dùng doanh nghiệp (các chuyên gia tư vấn, nhà phân tích, hay quản lý dự án). Magento Front End Developer Certification tập trung vào việc cải thiện giao diện người dùng (UI) của các ứng dụng được tích hợp. Chứng chỉ này xoay quanh các thiết kế mẫu, bố cục, Javascript, và CSS. Magento Developer certification hướng tới các chuyên viên phần mềm backend, những người thực thi những mô đun cốt lõi. The Plus certification kiểm tra sự hiểu biết sâu rộng về các mô đun Magento Enterprise và toàn bộ cả cấu trúc.

## Chỉ trích và tranh cãi
Một bài báo của TechCrunch cho biết, theo một số  nguồn tin, các cựu nhân viên của Magento tuyên bố rằng họ đã bị 'lừa' gần 7-10% giá trị của Magento, số cổ phần trị giá khoảng 18 triệu USD khi eBay mua lại công ty.